# 諾福克南方鐵路—格雷格森街鐵路橋
諾福克南方鐵路－格雷格森街鐵路橋（俗稱11英尺8英吋橋，綽號「開罐器」或「格雷格森街斷頭台」 ）是美國北卡羅來納州德罕市的鐵路橋，建於1940年。因各種卡車、巴士和休旅車經常撞上這座淨空11英尺8英寸的橋樑前的防撞鋼樑，監視錄影器的影片在YouTube上引起了關注。
這座橋樑跨越德罕市區的南格雷格森街，上有客運與貨運列車經過，設計於1920年代，於1940年啟用，橋下淨空為11英尺8英寸（3.56公尺） ；這是啟用當時的標準淨空。但1973年以後，淨空標準最小為14英呎（4.3公尺），要比本橋興建時多了2英呎4英吋（0.71公尺） 。 
儘管有許多標誌，警示橋梁淨空很低，仍有許多卡車， 巴士和休旅車以高速撞上橋前的鋼梁，撕裂了車頂與裝置，有時還切開卡車的車頂，所以得到「開罐器」此一綽號。   
附近的上班族朱爾根·亨恩（Jürgen Henn）於2008年安裝了監視攝影機，這座橋樑因此聲名鵲起。從2008年4月到2019年10月，監視器記錄了超過145次與橋樑的碰撞，影片社群媒體上分享，廣受歡迎。儘管發生了多次碰撞事件，但據報只有三人受傷，結果重建此橋並未列為第一優先。    
2019年10月，橋樑和軌道的擁有者北卡羅萊納州鐵路公司將橋樑提高8英寸（0.2公尺） 至12英尺4英寸（3.76公尺） ，以減少碰撞。 

## 簡介

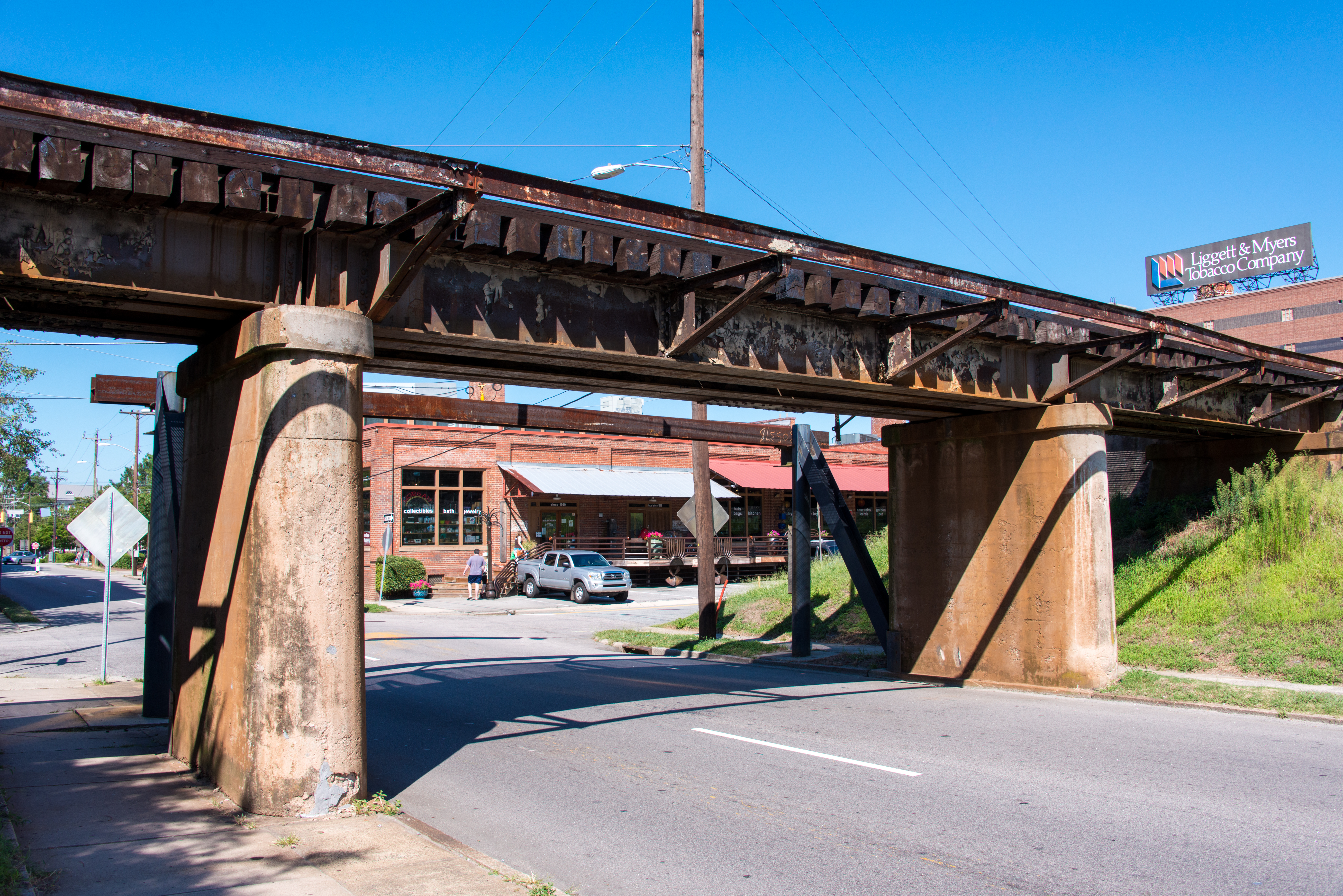
橋下面對行車方向的景色。橋的下方是H型鋼 ，可防止超高卡車撞到橋梁本體。樑的腹板是水平的，可以吸收卡車碰撞的剪切力 。垂直法蘭分散了衝擊力。

本段鐵路路線之土地和橋樑產權，屬於北卡羅萊納州所有的的北卡羅萊納州鐵路公司（該公司沒有機車與車輛，而將軌道出租給美鐵和諾福克南方鐵路 。）  橋前設有防撞鋼樑保護橋樑免受超高卡車撞擊，但沒有任何措施避免碰撞或保護卡車，結果防撞鋼樑就像開罐器一樣，將超高的卡車車頂剝下來。防撞梁經常被撞到，需要更換。  
德罕市交通局負責維護鐵路橋下的格雷格森街，在大橋前一個街區安裝了高度感應器；超高卡車通過感應器時，黃色警告燈會閃爍，以警告超高車輛的駕駛員。但是許多駕駛員沒有注意警告而發生了碰撞。  
與鐵路平行的皮博迪街，在橋前與格雷格森街相交，使問題變得更加複雜－－因為並非所有在格雷格森街上行駛的車輛都會繼續前行而通過橋下。一些大型卡車必須右轉到皮博迪街以繼續前行。因此格雷格森街並不限制超高車輛行駛－－只要它們在橋前轉彎繞道行駛即可。 

### 新信號燈
2016年5月，該市在十字路口將黃色警告燈改裝為紅綠信號燈並配備顯示幕。  當超高卡車駛近時，信號燈先變黃，然後變紅，顯示幕顯示 "OVERHEIGHT MUST TURN"（超高必須轉彎）。不過即使駕駛員決定不轉彎，信號燈最終仍將再次變為綠色。當局希望長時間的暫停可使駕駛員有時間發現自己的卡車不適合通過橋下。但是仍然有卡車撞上，可能的原因之一為：本地公共汽車經過時感應器常顯示超高，但公車通常可以順利通過橋下，使得駕駛員忽視此訊息。

### 交通分流研究
2014年，北卡羅萊納州交通運輸部鐵路部門和德罕市針對該鐵路路線的19公里長路段中的18個交叉口進行了交通分流研究，但是研究中並未提到格雷格森街。該研究的重點是檢討平面平交道的存在，而不是像格雷格森街這樣固定的立體交叉口。自1991年以來，研究區發生了4例死亡和2例其他意外，相比之下，格雷格森街只有3例輕傷。  
該研究建議更換洛克斯柏羅街的橋樑，因為它的垂直淨空高度僅為11英呎4英吋（3.45公尺），且「許多卡車被卡在洛克斯柏羅街鐵路橋下。」  當地新聞也報導了洛克斯柏羅街橋發生車禍。  
不過到了2016年1月，研究中的建議仍未得到落實。

### 橋梁提高工程
2019年10月，北卡羅萊納州鐵路公司開始一項耗資500,000美元的計畫，其中包括將本橋提高8英寸（0.20公尺） ，以提高安全性。橋底新高度為12英呎4英吋（3.76公尺），也是不會影響附近交叉口坡度的最大淨空。雖然計畫需要兩個星期才能完成，2019年10月30日的工作只用了8個小時就完成了。  
新的高度仍遠低於一般的淨空，因此警告信號系統和防護欄仍留置。 11'8" 網站仍然拍到了一些超高車輛的意外。 
升高工程完工後，該橋獲得了新的綽號「 11英尺8 + 8英吋橋」。

## 外部連結
- 11 foot 8（页面存档备份，存于）：此網站專門紀錄車輛撞上橋的影片（英文）